# Neritopsis richeri
Neritopsis richeri is een slakkensoort uit de familie van de Neritopsidae. De wetenschappelijke naam van de soort is voor het eerst geldig gepubliceerd in 2009 door Lozouet.